# Bad Herrenalb
Bad Herrenalb è un comune tedesco di 7 530 abitanti, situato nel land del Baden-Württemberg.